# أولريش روت
أولريش روت (بالألمانية: Ulrich Roth) (15 فبراير 1962 بهايدلبرغ في ألمانيا - ) هو لاعب كرة يد ألماني. شارك في الألعاب الأولمبية الصيفية 1984.

## وصلات خارجية
- أولريش روث على موقع اللجنة الأولمبية الدولية (الإنجليزية)
- أولريش روث على موقع أوليمبيديا (الإنجليزية)